# Trichonta fuliginosa
Trichonta fuliginosa är en tvåvingeart som beskrevs av Wu och Yang 1992. Trichonta fuliginosa ingår i släktet Trichonta och familjen svampmyggor. Inga underarter finns listade i Catalogue of Life.